# Ewa Villages
Ewa Villages – census-designated place (CDP) na wyspie Oʻahu, w hrabstwie Honolulu. Według szacunków United States Census Bureau w roku 2010 CDP miało 6 108 mieszkańców.

## Geografia
Według United States Census Bureau census-designated place obejmuje powierzchnię 1,1 mil2 (2,9 km²).

## Demografia
Według spisu z roku 2000, CDP zamieszkiwało 4 741 osób. Średni roczny dochód dla gospodarstwa domowego wynosił 51 451 $ a średni roczny dochód dla rodziny to 52 878 $. Średni roczny dochód na osobę wynosił 12 883 $ (28 281 $ dla mężczyzn i 21 491 $ dla kobiet). 6,7% rodzin i 8,6% mieszkańców census-designated place żyło poniżej granicy ubóstwa, z czego 10,3% to osoby poniżej 18 lat a 16,5% to osoby powyżej 65 roku życia.